# Молтон, Форест Рей
Фо́рест Рей Мо́лтон (англ. Forest Ray Moulton; 1872—1952) — американский астроном, член Национальной академии наук США (1910).

## Биография
Родился в Ле-Рое (штат Мичиган), в 1894 году окончил колледж в Албионе, продолжал образование в Чикагском университете. В 1898—1926 годах преподавал в Чикагском университете (с 1912 года — профессор). В 1927—1936 годах — директор Энергетической коммунальной корпорации в Чикаго, в 1936—1940 годах — учёный секретарь Американской ассоциации содействия развитию науки.
Основные труды в области теоретической астрономии и космогонии. В 1900 году пришёл к заключению, что небулярная гипотеза происхождения Солнечной системы, предложенная П. С. Лапласом в 1796 году, находится в противоречии с законами динамики. Вместе с Т. К. Чемберлином разработал в 1904 году приливную «планетезимальную» гипотезу возникновения Солнечной системы. Согласно этой гипотезе в результате близкого прохождения мимо Солнца другой звезды произошёл выброс солнечного вещества, которое быстро остыло и затвердело, образовав отдельные сгустки — планетезимали. Сгустки значительных размеров послужили первичными ядрами, вокруг которых продолжалось формирование планет и спутников путём аккреции планетезималей. Предложил в 1900 году метеорную теорию противосияния, которая объясняла это явление свечением метеорных частиц очень малой массы, скапливающихся в окрестностях либрационной точки Лагранжа. Занимался небесно-механической задачей n тел, а также вопросами баллистики. Автор учебника по небесной механике (1-е изд. 1914, 2-е изд. 1923, рус. пер. 1935) и учебника по астрономии (1-е изд. 1905, 2-е изд. 1916), монографий «Периодические орбиты» (1920), «Новые методы в баллистике» (1926) и др. Соавтор метода Адамса-Молтона численного решения систем дифференциальных уравнений.

## Память
- В честь Молтона назван кратер на Луне, а также астероид (993) Молтона, открытый в 1923 году.
- Плоскость Молтона

## Публикации
- An Introduction to Celestial Mechanics (1902; second revised edition, 1914)
- An Introduction to Astronomy (1905)
- Descriptive Astronomy (1912)
- Periodic Orbits (1913)
- Differential Equations (1930)